# Александр Конце
Александр Крістіан Леопольд Конце (нім. Alexander Christian Leopold Conze; 10 грудня 1831, Ганновер — 19 липня 1914, Берлін-Груневальд) — німецький археолог, дослідник античності. Директор Берлінського музею скульптури.

## Біографія
Александр Конце з юності виявляв інтерес до творів мистецтва та класичної античності. З 1851 року вивчав право в Геттінгенському університеті, але під впливом Фрідріха Візелера звернувся до класичної філології. Потім переїхав до Берліна і вступив до університету (тоді Університет імені Фрідріха Вільгельма).
У 1855 році в Берліні Александр Конце здобув докторський ступінь за дисертацію, виконану під керівництвом Едуарда Герхарда «Про мальовничі зображення душі» (De Psyches imaginibus quibusdam). Сам Конце називав своїми вчителями Едуарда Герхарда, Августа Бекха, Ернста Курціуса, Вільгельма Генріха Ваагена, Карла Гаупта, Карла Беттіхера, Адольфа Тренделенбурга, Карла Фердинанда Ранке, Карла Ріттера та Карла Ріхарда Лепсіуса. У Берлінській академії мистецтв він також слухав лекції Губерта Штіра з археології та архітектури. Брав участь у анатомічних дослідах під керівництвом Еміля дю Буа-Реймона.

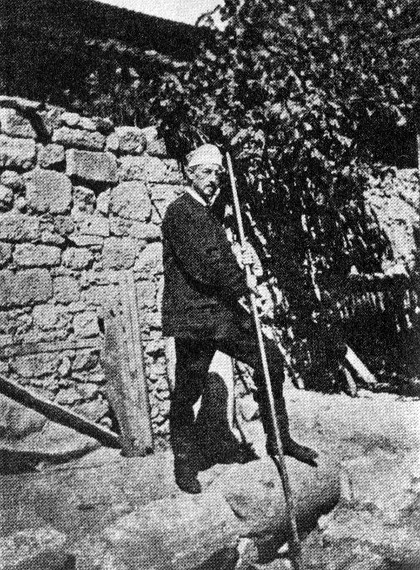
A. Конце під час розкопок на Самофракії. 1870-ті роки.

В 1863 році Александр Конце став ад'юнкт-професором Університету в Галле, в 1869—1877 роках працював професором археології у Віденському університеті, де керував новоствореною кафедрою до 1877 року. У 1873 і 1875 роках разом із Георгом Німаном та Отто Бенндорфом проводив археологічні дослідження на Самофракії. У 1876 році у Віденському університеті разом з Отто Гіршфельдом організував археолого-епіграфічний семінар, а також налагодив випуск «Повідомлень семінару» (Epigraphisch-Archäologische Mitteilungen).
У 1877 році Конце був призначений директором Музею скульптури в Берліні, який пізніше став називатися «Античним зібранням». 1871 року відбулася перша офіційна німецька археологічна експедиція в Пергам під керівництвом Ернста Курціуса і Фрідріха Адлера. В 1878 році Александр Конце використав увесь свій вплив у Берліні, щоб забезпечити фінансову підтримку розкопок Пергамського вівтаря під керівництвом архітектора і археолога Карла Гумана.
З 1887 року Конце очолював Генеральний секретаріат Німецького археологічного інституту (Deutsches Archäologisches Institut). Він був членом Прусської, Баварської та Геттінгенської наукових академій.
Конце помер у 1914 році на своїй віллі в Груневальді на Ванґенгаймштрасе 17 і був похований на цвинтарі Груневальд.
Дочка Александра Конце — відома активістка, яка боролася за права жінок Елізабет Крукенберг-Конце, онук — соціолог та історик Вернер Конце; ще один онук — командир бригади СС та генерал-майор Ваффен-СС Густав Крукенберг.

## Основні праці
- Подорож на острови Фракійського моря (Reise auf den Inseln des Thrakischen Meeres). 1860
- Про важливість класичної археології. Інаугураційна лекція, прочитана у Віденському університеті 15 квітня 1869 (Ueber die Bedeutung der classischen Archaeologie). 1869
- Внесок у історію грецької скульптури. З одинадцятьма гравюрами, в основному за зліпками з археологічного музею Королівського університету Галле-Віттенберг, намальованими і літографованими Германом Шенком (Mit XI Tafeln, Wittenberg gezeichnet und lithographiert von Hermann Schenck). 1869
- До історії витоків грецького мистецтва. У кн. : Звіти засідань Імператорської Академії наук. Філософсько-історичний клас. У 5-ти частинах (Zur Geschichte der Anfänge griechischen Kunst). 1870—1877
- Герої та боги у грецькому мистецтві. У 2-х частинах (Heroen-und Götter-Gestalten der griechischen Kunst). 1874—1875
- У співавторстві з Алоїсом Хаузером та Георгом Німаном: Археологічні дослідження. 2 томи (Archaeologische Untersuchungen). 1875—1880
- Тесей і Мінотавр (програма засідання Берлінського археологічного товариства на честь І. І. Вінкельмана (Theseus und Minotaurus). 1878

## Пам'ять

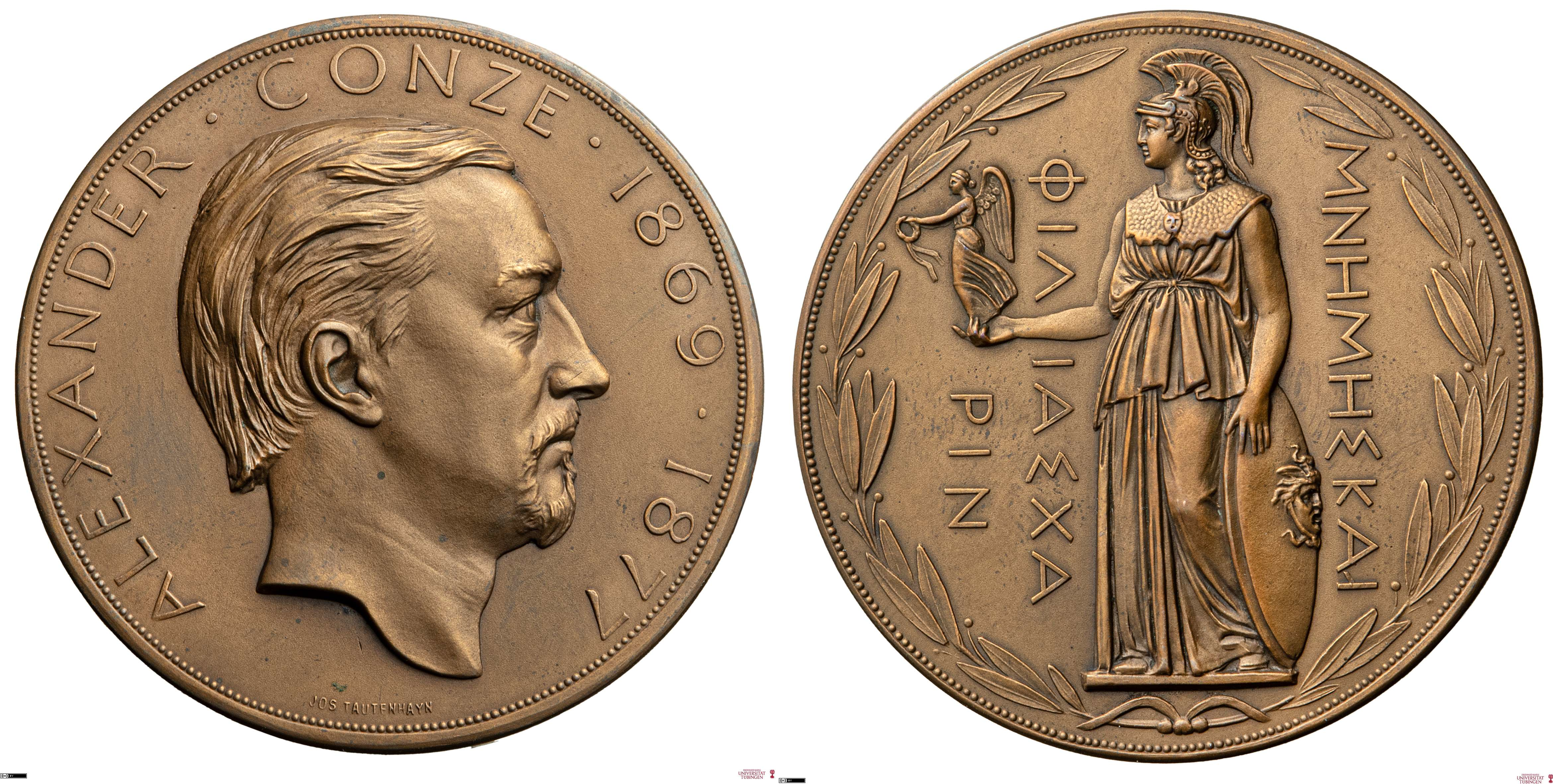
Медаль А. Конце. 1877. Дати: 1869 та 1877. На реверсі зображено Афіну Парфенос зі статуеткою Ніки в руці

У 1877 році монетний двір Німеччини випустив медаль з профілем Александра Конце, замовлену друзями та студентами з нагоди переїзду вчителя з Відня до Берліна і розроблену віденським скульптором-медальєром Йозефом Таутенгайном. Адольф Брютт в 1905 році створив портретний мармуровий рельєф Александра Конце для конференц-залу Німецького археологічного інституту в Берліні. У 1912 році Фріц Клімш виконав бронзове погруддя вченого.